# Mistrzostwa Świata w Saneczkarstwie 1958
3. Mistrzostwa świata w saneczkarstwie – zawody saneczkarskie, które odbyły się w dniach 1–2 lutego 1958 w miejscowości Krynica. Były to pierwsze zorganizowane w Polsce mistrzostwa świata w saneczkarstwie. Jedynie para Niemców Josef Strillinger / Fritz Nachmann w konkurencji dwójek zdołała obronić tytuł mistrzów świata. Wśród multimedalistów najlepszym okazał się Ryszard Pędrak, który zdobył dwa medale (srebrny i brązowy).
Bardzo duży sukces odniosła reprezentacja Polski, która w mistrzostwach zdobyła 7 na 9 możliwych do zdobycia medali. Złote medale zdobyli Jerzy Wojnar i Maria Semczyszak w konkurencji jedynek, srebrne Ryszard Pędrak i Helena Bether-Szubert w konkurencji jedynek oraz para Jerzy Koszla / Janina Suszczewska w konkurencji dwójek, a ponadto brązowe Barbara Gorgoń w konkurencji jedynek i Ryszard Pędrak / Halina Lacheta w konkurencji dwójek.
Dziennikarz sportowy Bogdan Tuszyński w publikacji pt. „Skok pod chmury i zza... chmur” tak opisał czwarty, decydujący ślizg Jerzego Wojnara w jedynkach na tych mistrzostwach:

Dwa odepchnięcia butami i płozy poczuły lód. Prawą ręką trzyma pętlę, w miarę mocno, w miarę elastycznie, z ogromnym wyczuciem. Lewa ręka Polaka oparta jest o wzdłużnicę. (...) Krótka prosta już pokonana. Jeździec wyciąga się do tyłu, kładzie na sankach. Tor na razie jest równy i gładki. Miękkie wejście w prawy wiraż i znów kawałek prostej. Sanki spadają w dół coraz szybciej. 80 km/h. (...) Muldy. Jakieś maleńkie kawałki lodu wystające ponad powierzchnię toru. Sytuacja już opanowana. Sanki znów trafiły w główne koryto toru. (...) Skręt w prawo, minimalny, mała odbitka i już duży wiraż krynickiego toru. Teraz trzeba przejść do pozycji siedzącej. Prawa ręka Wojnara znów mocniej i bardziej zdecydowanie przyciska pętlę. (...) Idealne wejście i wyjście z wirażu. Miał szczęście. Płozy ani przez moment nie trafiły na śnieg, nie straciły świetnego poślizgu. (...) Długa prosta. Szybkość się zwiększa. Znów szum w uszach, kilka esów bez band... Wojnar bierze je bardzo delikatnie. Krótka prosta i za chwilę skręt w prawo. To wiraż zwany popularnie „łuną”. (...) W odpowiednim momencie zmienia teraz kierunek sterowania i znów sanki spadają w dół do mety z szybkością przekraczającą „setkę”. (...) Kilkadziesiąt metrów prostej. Nogi Wojnara silnie cisną teraz na płozy sanek. (...) Ostatnia prosta i ... meta. Stanęły wskazówki zegarów. (...) Nie zdążył jeszcze zdjąć kasku i gogli. Podają czas. Doskonały 1:16,7. Austriak Frosch miał 1:18,0, a różnica między dwoma wielkimi konkurentami przed tym ostatnim wieczornym ślizgiem wynosiła tylko 0,2 sekundy. (...) Wojnar jest mistrzem świata.

Obecny na mistrzostwach prezes Międzynarodowej Federacji Saneczkarskiej, Bert Isatitsch po zakończeniu mistrzostw wyraził następującą opinię:

Zarówno o przygotowaniu, jak i o przeprowadzeniu mistrzostw świata muszę się wyrazić w samych superlatywach. Obserwowałem te przygotowania od dłuższego czasu – dziś mogę tylko powiedzieć, że rezultat przeszedł oczekiwania. Polscy saneczkarze zrobili na krynickim torze wielką niespodziankę. Znam waszych zawodników od 1953 roku i obserwuje ich rozwój i postęp. Wspaniałe wyniki w mistrzostwach świata były pięknym rezultatem systematycznych treningów i wyrazem bardzo wysokiej formy. Tor krynicki w ubiegłym roku, w czasie mojej wizyty w Polsce, uznałem za jeden z najlepszych na świecie. W innych krajach używane są na razie tory śniegowe. Będziemy jednak obecnie dążyć do budowania torów szybszych, lodowo-śniegowych. Byłem głęboko wzruszony olbrzymim zainteresowaniem polskiej publiczności naszymi mistrzostwami. Na żadnej jeszcze saneczkowej imprezie nie widziałem takich wielotysięcznych tłumów. Zobaczyłem też u was, jak kapitalnie mogą współpracować władze lokalne z organizatorami imprezy i jak piękne daje to rezultaty. Polskiemu ruchowi sportowemu, a w szczególności Polskiemu Związkowi Sportów Saneczkowych składam wyrazy serdecznego uznania za tak sprawne przeprowadzenie tej wielkiej imprezy.

## Kalendarium zawodów
| Kalendarz MŚ w saneczkarstwie 1958 |        |        |
| Konkurencja                        | Ślizgi | Ślizgi |
| Konkurencja                        | 1.02   | 2.02   |
| Jedynki kobiet                     |        |        |
| Jedynki mężczyzn                   |        |        |
| Dwójki                             |        |        |

## Lista uczestniczących reprezentacji
W mistrzostwach świata w saneczkarstwie brało udział 12 reprezentacji. Każda reprezentacja mogła wystawić ośmiu mężczyzn i sześć kobiet w konkurencji jedynek oraz cztery pary w konkurencji dwójek. 
| Lp. | Reprezentacja |
| 1.  | Austria       |
| 2.  | Francja       |
| 3.  | Grecja        |
| 4.  | Holandia      |
| 5.  | Jugosławia    |
| 6.  | NRD           |

| Lp. | Reprezentacja |
| 7.  | Norwegia      |
| 8.  | Polska        |
| 9.  | RFN           |
| 10. | Szwajcaria    |
| 11. | Szwecja       |
| 12. | Włochy        |

### Reprezentacja Polski
Do mistrzostw świata Polski Związek Sportów Saneczkowych – w porozumieniu z kierownikiem ekipy Stanisławem Deringiem i trenerem Włodzimierzem Źróbikiem – zgłosił 20 osób (11 zawodników i 9 zawodniczek) we wszystkich konkurencjach. 
| Mężczyźni |                         |                 |
| Lp.       | Zawodnik                | Konkurencja     |
| 1.        | Janusz Grzybczyk        | jedynki         |
| 2.        | Stanisław Kafel         | dwójki          |
| 3.        | Jerzy Koszla            | dwójki          |
| 4.        | Wiesław Olkuski         | jedynki         |
| 5.        | Tadeusz Orlikowski      | jedynki         |
| 6.        | Mieczysław Pawełkiewicz | jedynki         |
| 7.        | Ryszard Pędrak          | jedynki, dwójki |
| 8.        | Antoni Płochocki        | jedynki         |
| 9.        | Józef Stawiński         | dwójki          |
| 10.       | Jerzy Wojnar            | jedynki, dwójki |
| 11.       | Janusz Wojtyński        | jedynki         |

| Kobiety |                          |             |
| Lp.     | Zawodniczka              | Konkurencja |
| 1.      | Helena Bether-Szubert    | jedynki     |
| 2.      | Barbara Gorgoń           | jedynki     |
| 3.      | Anna Grabowska-Źróbikowa | dwójki      |
| 4.      | Halina Lacheta           | dwójki      |
| 5.      | Helena Macher            | jedynki     |
| 6.      | Irena Pawełczyk          | jedynki     |
| 7.      | Maria Semczyszak         | jedynki     |
| 8.      | Zofia Serafin            | jedynki     |
| 9.      | Janina Suszczewska       | dwójki      |

## Obrońcy tytułów
| Broniący tytułów MŚ |                                    |               |
| Konkurencja         | Mistrz świata                      | Uwagi         |
| Jedynki kobiet      | Maria Isser                        | 8. miejsce    |
| Jedynki mężczyzn    | Hans Schaller                      | nie startował |
| Dwójki              | Josef Strillinger / Fritz Nachmann | miejsce       |

## Medaliści
| Konkurencja (liczba startujących) | Złoto:                               | Czas   | Srebro:                                | Czas  | Brąz:                                | Czas  |
| Jedynki kobiet (23 zawodniczki)   | Maria Semczyszak                     | 5:22,1 | Helena Bether-Szubert                  | + 1,7 | Barbara Gorgoń                       | + 2,3 |
| Jedynki mężczyzn (58 zawodników)  | Jerzy Wojnar                         | 5:08,1 | Ryszard Pędrak                         | + 1,3 | Reinhold Frosch                      | + 1,8 |
| Dwójki (13 par – 26 zaw.)         | RFN Josef Strillinger Fritz Nachmann | 2:36,8 | Polska Jerzy Koszla Janina Suszczewska | + 1,7 | Polska Ryszard Pędrak Halina Lacheta | + 2,6 |

## Szczegóły
| Miejsce | Zawodniczka           | Narodowość | Czas   |
| złoto   | Maria Semczyszak      | Polska     | 5:22,1 |
| srebro  | Helena Bether-Szubert | Polska     | + 1,7  |
| brąz    | Barbara Gorgoń        | Polska     | + 2,3  |
| 4       | Freya Aschermann      | NRD        | + 5,8  |
| 4       | Gerda Rieser-Cegnar   | Austria    | + 5,8  |
| 6       | Brigitte Fink         | Włochy     | + 6,6  |
| 7       | Eleonore Lieber       | Austria    | + 7,3  |
| 8       | Maria Isser           | Austria    | + 8,0  |
| 9       | Zofia Serafin         | Polska     | + 10,0 |
| 10      | Irena Pawełczyk       | Polska     | + 10,4 |
|         |                       |            |        |
| 17      | Helena Macher         | Polska     |        |

| Miejsce | Zawodnik                | Narodowość | Czas   |
| złoto   | Jerzy Wojnar            | Polska     | 5:08,1 |
| srebro  | Ryszard Pędrak          | Polska     | + 1,3  |
| brąz    | Reinhold Frosch         | Austria    | + 1,8  |
| 4       | Josef Lenz              | RFN        | + 2,1  |
| 5       | Helmut Teifel           | NRD        | + 5,5  |
| 6       | Mieczysław Pawełkiewicz | Polska     | + 6,2  |
| 7       | Günter Schneider        | NRD        | + 6,5  |
| 8       | Horst Tiedge            | RFN        | + 6,6  |
| 9       | Janusz Wojtyński        | Polska     | + 6,7  |
| 10      | Josef Feistmantl        | Austria    | + 7,2  |
|         |                         |            |        |
| 13      | Wiesław Olkuski         | Polska     |        |
| 18      | Antoni Płochocki        | Polska     |        |
| 19      | Janusz Grzybczyk        | Polska     |        |
| 21      | Tadeusz Orlikowski      | Polska     |        |

| Miejsce | Zawodnicy                        | Narodowość | Czas   |
| złoto   | Fritz Nachmann Josef Strillinger | RFN        | 2:36,8 |
| srebro  | Jerzy Koszla Janina Suszczewska  | Polska     | + 1,7  |
| brąz    | Ryszard Pędrak Halina Lacheta    | Polska     | + 2,6  |
| 4       | Stanisław Kafel Józef Stawiński  | Polska     | + 4,6  |
| 5       | Horst Tiedge Helga Müller        | RFN        | + 5,2  |
| 6       | David Moroder Oswald Mussner     | Włochy     | + 5,9  |
| 7       | Stanko Hodnik Stane Horvat       | Jugosławia |        |
| 8       | Josef Feistmantl Werner Horst    | Austria    |        |
| 9       | Stefan Bohine Milan Cesen        | Jugosławia |        |
| 10      | Josef Thaler Luis Posch          | Austria    |        |

## Tabela medalowa i multimedaliści
| Tabela medalowa |               |       |        |      |       |
| Miejsce         | Reprezentacja | Złoto | Srebro | Brąz | Razem |
| 1               | Polska        | 2     | 3      | 2    | 7     |
| 2               | RFN           | 1     | 0      | 0    | 1     |
| 3               | Austria       | 0     | 0      | 1    | 1     |

| Multimedaliści |                        |       |        |      |       |
| Lp.            | Zawodnik / Zawodniczka | Złoto | Srebro | Brąz | Razem |
| 1.             | Ryszard Pędrak         | 0     | 1      | 1    | 2     |